# Maâziz (ville)
Cet article court présente un sujet plus développé dans : Maâziz.
Maâziz (en arabe : معازيز) est le centre urbain de la commune rurale marocaine aussi dénommée Maâziz (province de Khémisset ; région Rabat-Sale-Kénitra). Cette localité de 8 901 habitants en 2014 constitue une « ville marocaine », en tant qu'unité purement statistique dans le cadre des recensements, depuis celui de 1982.